# Arazzi di Överhogdal

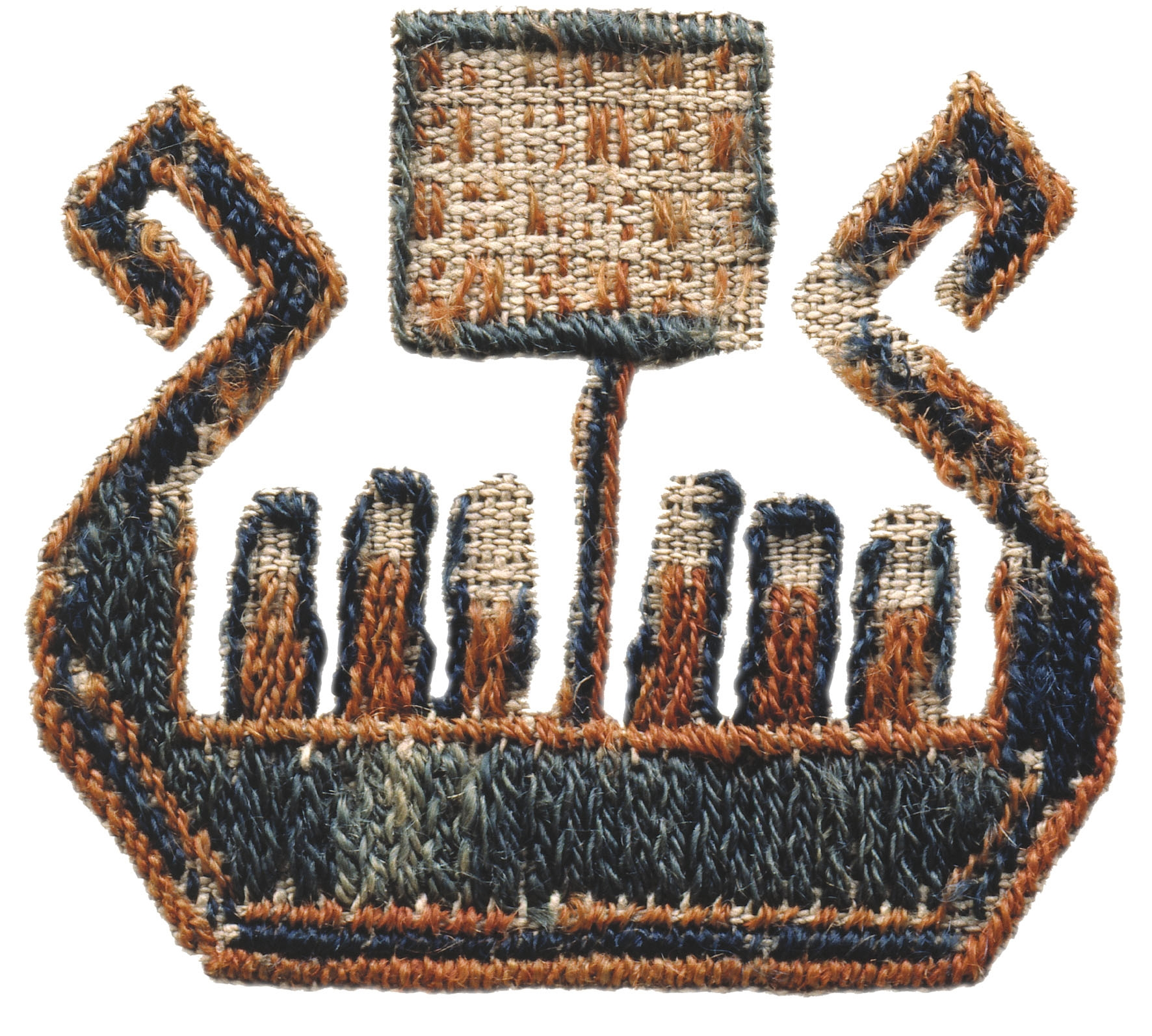
Nave vichinga, dettaglio degli arazzi di Överhogdal

Gli arazzi di Överhogdal sono un gruppo di tessuti, datati all'epoca vichinga, in ottimo stato di conservazione, scoperti nel 1909 presso la chiesa di Överhogdal, in Svezia.

## Scoperta e datazione
Gli arazzi di Överhogdal furono scoperti da Jonas Holm nel 1909, nella chiesa di Överhogdal, in Svezia centrale. Furono trasportati a Östersund da Paul Jonze nel 1910 e furono presi in carico da Ellen Widén, moglie del governatore e importante personaggio del tempo. La prima cosa che fece fu quella di lavarli.
In origine, erano ritenuti manufatti del Medioevo, ma i test di datazione condotti col metodo del carbonio-14 hanno permesso di fissarli tra l'800 ed il 1100, nella cosiddetta epoca vichinga.

## Descrizione
Si pensa che gli arazzi di Överhogdal raffigurino scene di origine sia norrena che cristiana. I quattro frammenti sopravvissuti contengono 323 immagini di persone e 146 di animali, tutti generalmente in movimento verso sinistra. Il più grande animale e il più piccolo umano sembrano uscire da un albero che potrebbe essere il Yggdrasill, grosso albero fulcro dei nove mondi della mitologia norrena. Alcuni studiosi hanno ipotizzato che la scena rappresentata sia la cristianizzazione della regione di Härjedalen. In ogni caso la teoria dominante, data anche la datazione al carbonio, è che quelli rappresentati siano Ragnarǫk ed alcuni eventi della mitologia norrena.
Le analisi hanno accertato che le figure sono fatte con fibre di lana colorata continture vegetali, intrecciate alle fibre di lino con una particolare tecnica. Gli arazzi sono esposti in un'apposita sala del Jamtli, il museo statale del Jämtland.